# 1991年12月逝世人物列表
1991年逝世人物列表：1月 - 2月 - 3月 - 4月 - 5月 - 6月 - 7月 - 8月 - 9月 - 10月 - 11月 - 12月
1991年12月逝世人物列表，是用於匯總1991年12月期間逝世人物的列表。

## 依日期排序

### 1日
- 恩斯特·阿尔布雷希特，77歲，德國政治家，聯邦議院議員。
- 查爾斯·布萊爾，82歲，美國律師和政治家。[1]
- 卡爾·赫米萊夫斯基，88歲，德國黨衛軍軍官和集中營指揮官。
- 芭芭拉·漢拉漢，52歲，澳大利亞藝術家、版畫家和作家。[2]
- 辛·哈里斯，64歲，紐西蘭板球運動員。[3]
- 湯瑪斯·J·希勒里，87歲，美國政治家。
- 羅伯特·科伯，78歲，美國游泳運動員和奧運選手。[4]
- 吉姆·諾克斯，72歲，紐西蘭工會會員。
- 巴斯特·米爾斯，83歲，美國棒球運動員、教練和球探。[5]
- 派特·奧卡拉漢，85歲，愛爾蘭奧運會擲錘手（1928年，1932年）。[6]
- 彼得·波欽丘克，37歲，蘇聯和俄羅斯運動員，奧運獎牌得主。[7]
- 奥尔登·桑伯恩，92歲，美國賽艇運動員和奧運冠軍。[8]
- 喬治·斯蒂格勒，80歲，美國經濟學家，諾貝爾獎獲得者（1982年），心力衰竭。[9]

### 2日
- 蔡萬春
- 恩斯特·阿亨巴赫，82歲，德國政治家。
- 比瑪·米特拉，79歲，印度作家。[10]
- 崔西·D·泰瑞爾，48歲，美國愛滋病教育理論家。
- 約翰·J·托爾森，76歲，美國陸軍中將。[11]
- 埃莉諾·塔夫茨，64歲，美國藝術史學家和學者，卵巢癌。[12]

### 3日
- 勒內·布洛西，85歲，法國自行車運動員。[13]
- 亞瑟·菲舍爾，94歲，瑞典演員、作家和雕塑家。
- 傑克·萊爾德，68歲，美國編劇，心臟病。
- 喬治·洛特，85歲，美國網球運動員和教練。[14]
- 彼得·蘇埃亞，89歲，羅馬尼亞哲學家、記者和經濟學家。[15]

### 4日
- 克里夫·巴斯汀，79歲，英格蘭足球運動員。[16]
- 莫伊塞斯·鮑姆斯坦，60歲，巴西藝術家。
- 伯特·T·康布斯，80歲，美國法學家和政治家，體溫過低。[17]
- 亞歷克斯·格雷厄姆，78歲，蘇格蘭漫畫家（弗雷德·巴塞特）。
- 奧瑞斯特斯·喬丹，78歲，秘魯國際足球運動員。[18]
- 尤金‧莫赫，79歲，德國政治家，聯邦議院議員。
- 欧文·泰勒，72歲，加拿大冰球運動員。[19]
- 赫伯·托馬斯，89歲，美國棒球運動員和經理。[20]

### 5日
- 厄爾·埃文斯，91歲，美國橄欖球運動員。[21]
- 羅伯特·卡維拉斯，70歲，美國演員
- 阿德·曼斯維爾德，47歲，荷蘭足球運動員，癌症。[22]
- 赫克托·奧雷佐利，38歲，阿根廷舞台導演，服裝、佈景和燈光設計師，心肺驟停。[23]
- 理查·斯佩克，49歲，美國被定罪的大規模殺人犯，心臟病發作。[24]
- 迪米特裡耶·斯特凡諾維奇，95歲，南斯拉夫奧運會長跑運動員（1928年）。[25]
- 傑克·特雷弗·史都瑞，74歲，英國小說家。[26]
- 羅伊·韋倫斯基，84歲，北羅得西亞政治家和總理。[27]
- 海因·范·德·齊厄，62歲，荷蘭拳擊手和奧運選手。[28]

### 6日
- 羅德尼·阿克蘭，83歲，英國劇作家、演員和編劇。[29]
- 吉爾吉·阿澤爾，74歲，匈牙利共產主義政治家。[30]
- 弗拉基米爾·科林，70歲，羅馬尼亞作家。
- 維爾吉里奧·卡尼奧·科博，73歲，義大利考古學家。
- 毘濕奴·馬達夫·加塔奇，83歲，印度航空工程師。
- 服部受弘，71歲，日本棒球運動員。[31]
- 特裡·斯萊特，54歲，加拿大冰球運動員和教練。[32]
- 咪咪·史密斯，85歲，英國護士和秘書，音樂家約翰列儂的阿姨和父母監護人。[33]
- 理查·斯通，78歲，英國經濟學家，諾貝爾獎獲得者（1984年），肺炎。[34]

### 7日
- 裘蒂思·哈特，67歲，英國政治家，癌症。[35]
- 赫伯·賈菲，70歲，美國電影製片人
- 阿塔爾·拉赫曼·汗，86歲，孟加拉國律師，政治家和總理。
- 斯皮羅·科斯托夫，55歲，美國建築歷史學家，學者，癌症。[36]
- 戈登·皮里，60歲，英國奧運會亞軍（1956年），膽管癌。[37]

### 8日
- 弗朗西斯科·德·阿西斯·巴博薩，77歲，巴西散文家、歷史學家和記者。
- 巴克·克萊頓，80歲，美國小號手。[38]
- 阿提拉·拉塔克，46歲，匈牙利奧運摔跤運動員（1972年）。[39]
- 比爾·路易斯，75歲，澳大利亞政治家。

### 9日
- 贝伦尼斯·阿博特，93歲，美國攝影師。[40]
- 奧爾加·邦達列娃，54歲，蘇聯數學家和經濟學家，交通事故。
- 莫里斯·喬約，81歲，法國作家和無政府主義者。
- 葛蕾塔·坎普頓，90歲，美國藝術家，心力衰竭。[41]
- 吉賽爾·萊斯特蘭奇，64歲，法國平面藝術家。[42]

### 10日
- 馬克費伯，41歲，英國板球運動員，手術併發症。[43]
- 蒂皮·拉金，74歲，美國拳擊手，腎衰竭。
- 佛朗哥·瑪麗亞·瑪律法蒂，64歲，義大利政治家，歐盟委員會主席（1970-1972）。
- 何塞·瑪麗亞·卡波·普伊格，84歲，西班牙足球運動員和經理。
- 讓·里戈，82歲，法國詞曲作者和演員。[44]
- 古斯塔夫·舍费尔，85歲，德國賽艇運動員。[45]
- 傑爾吉·什茨，79歲，匈牙利足球運動員。

### 11日
- 伊妮德·穆迪·赫德爾，87歲，澳大利亞詩人，編輯兒童作家。
- 卡維塞納赫拉特，75歲，錫蘭政治家。
- 迪克·凱利，51歲，美國棒球運動員。[46]
- 羅伯特·Q·劉易斯，70歲，美國電視名人和演員，患有肺氣腫。[47]
- 阿圖爾·倫德維斯特，85歲，瑞典作家。[48]
- 馬修·拉普夫，71歲，美國電視製片人，患有流感。[49]
- 卡門·羅薩萊斯，74歲，第二次世界大戰期間的菲律賓女演員和遊擊隊戰士。
- 喬·希貝利，52歲，美國橄欖球運動員。[50]
- 西蒙·斯科特，71歲，美國演員[51]
- 穆迪揚斯‧坦納昆，57歲，斯裡蘭卡政治家。
- 馬里奧·托比諾，81歲，義大利詩人、作家和精神病學家。[52]
- 帕特沃爾什，91歲，美國侏儒演員和馬戲團表演者，心臟病發作。[53]

### 12日
- 埃莉諾·博德曼，93歲，美國女演員[54]
- 摩西·卡斯特爾，82歲，以色列畫家。[55]
- 若阿金·戈米斯，89歲，西班牙攝影師、企業家和藝術收藏家。[56]
- 哈羅德‧聖約翰，99歲，美國植物學家與學者。
- 肯·凱爾特納，75歲，美國棒球運動員。[57]
- 彼得·基納斯特，42歲，奧地利雪橇運動員和奧運選手。[58]
- 亨克·恩甘通，70歲，印尼畫家和政治家。
- 羅尼·羅斯，58歲，英國薩克斯管演奏家，癌症。[59]
- 阿默斯特·維利爾斯，91歲，英國工程師和畫家。

### 13日
- 史都華·查倫德，44歲，澳大利亞指揮家，愛滋病相關併發症。[60]
- 安德烈·皮耶爾·德·曼迪亞格斯，82歲，法國作家。[61]
- 珍·亨德里克斯，63歲，德國電影演員。
- 朱迪·摩爾克羅夫特，58歲，英國服裝設計師[62]
- 文森特·索林，84歲，法國賽艇運動員和奧運選手。[63]

### 14日
- 約翰·阿洛特，77歲，英國播音員。[64]
- 吉列爾莫·巴雷托，62歲，古巴鼓手和定音鼓手。
- 羅伯特·愛迪生，83歲，英國演員[65]
- 克勞德·法拉吉，49歲，法國作家。[66]
- 尼古拉·古薩科夫，57歲，蘇聯北歐兩項滑雪運動員和奧運獎牌得主。[67]

### 15日
- 雷伊達爾·安德森，80歲，挪威跳臺滑雪運動員和奧運獎牌得主。[68]
- 葛蕾特·莫斯妮，77歲，奧地利-智利人類學家，癌症。
- 雷·史密斯，55歲，威爾士演員，心臟病發作。
- 席德·楊格爾曼，60歲，美國橄欖球運動員。[69]
- 瓦西里·扎伊采夫，76歲，二戰期間的蘇聯狙擊手，蘇聯英雄。

### 16日
- 亨利·西里爾·卡瑟利，88歲，英國攝影師。
- 霍雷肖·盧羅，90歲，美國賽馬訓練師，胰腺癌。[70]
- 皮爾·維托里奧·通德里，36歲，義大利作家，愛滋病相關併發症。[71]
- 穆罕默德·賈瓦德·通吉安，53歲，伊朗工程師和政治家。
- 利奧波德·沃格爾，81歲，奧地利足球運動員和經理。[72]

### 17日
- 相田光夫，67歲，日本詩人，腦出血。
- 約翰·安東·布拉特尼克，80歲，美國政治家，美國眾議院議員（1947-1974）。[73]
- 海因茨·布魯徹，76歲，德國裔阿根廷植物學家，二戰期間的黨衛軍軍官，被謀殺。
- 吉姆·坎寧安，56 歲，美國籃球運動員。[74]
- 傑西·弗洛雷斯，77歲，墨西哥職業棒球大聯盟球員。[75]
- 阿曼德·弗拉皮爾，87歲，加拿大理療師。
- 陳文希，85歲，華裔新加坡藝術家。
- 卡爾·史伊，83歲，美國籃球運動員。[76]
- 喬伊·斯莫爾伍德，90歲，加拿大政治家。[77]
- 羅尼·斯塔林，82歲，英國足球運動員。[78]
- 庫爾特·韋爾，90歲，納粹德國海軍少將。

### 18日
- 喬治·阿貝卡西斯，78歲，英國賽車手。
- 理查德·布魯克，76歲，美國數學家。[79]
- 凱裡·菲茨杰拉德，43歲，澳大利亞橄欖球裁判。
- 金·科拉克斯，79歲，美國爵士小號手和樂隊領隊，阿爾茨海默病。
- 讓‧奧爾西巴爾 ，78歲，法國宗教史學家。[80]
- 馬里恩·斯塔基，90歲，美國歷史學家。[81]
- 瓊·斯托裡，73歲，加拿大裔美國女演員，癌症。

### 19日
- 喬·科爾，30歲，美國路人[82]
- 豪伊·达尔马，69歲，美國籃球運動員[83]
- 歐內斯特·K·江恩，81歲，美國飛行員、水手和作家[84]
- 保羅·麥克斯韋，70歲，加拿大裔英國演員[85]

### 20日
- 西蒙貝克，87歲，法國食譜作家。[86]
- 沃爾特·基亞裡，67歲，義大利演員，心臟病發作。[87]
- 約翰·布萊恩·哈雷，59歲，英國製圖師。[88]
- 拉爾·昌德·亞姆拉·賈特，77歲，印度民謠歌手。
- 瓦爾德馬·卡扎內基，62歲，波蘭音樂家。
- 梅納德·C·克魯格，85歲，美國社會主義政治家和學者。[89]
- 撒母耳·拉賓，80歲，英國藝術家和奧運會摔跤手（1928年）。[90]
- 阿爾伯特·範·弗利伯格，49歲，比利時自行車運動員。[91]
- 加斯頓·瓦林吉安，90歲，法國語言學家。[92]

### 21日
- 何塞·米格爾·巴蘭迪亞蘭，101歲，西班牙人類學家、民族志學家和天主教神父。[93]
- 米娜·希特倫，95歲，美國畫家和版畫家。[94]
- 阿尔文·罗伯特·科尼利乌斯，88歲，巴基斯坦法學家、法律哲學家和法官。
- 科林·道格拉斯，79歲，英國演員。
- 弗朗切斯科·葛利薩諾，62歲，義大利電影演員。
- 漢內斯·海里寧，77歲，芬蘭演員。[95]
- 謝爾登·梅耶爾，74歲，美國漫畫家、作家和編輯。[96]
- 拜倫·N·斯科特，88歲，美國律師和政治家。[97]

### 22日
- 弗朗茨·布伦纳，78歲，奧地利手球運動員，奧運銀牌得主。[98]
- 喬·卡特，82歲，美式橄欖球運動員。[99]
- 詹姆斯·C·弗萊徹，72歲，美國學者和NASA管理員。[100]
- 埃內斯托·格拉西，89歲，義大利哲學家。[101]
- 海狸哈裡斯，55歲，美國爵士鼓手。[102]
- 米爾扎·努魯爾·胡達，72歲，孟加拉國政治家和學者。
- 恩斯特·克热内克，91歲，奧地利裔美國作曲家。[103]
- 傑克·奧特森，86歲，美國藝術總監。[104]
- 布鲁诺·佩利扎里，84歲，意大利男子單車運動員。[105]
- 漢斯·埃德蒙·沃爾特斯，76歲，德國鳥類學家。
- 愛德華·伍利，75歲，海地裔加拿大男高音、演員和作曲家。

### 23日
- 何塞·格雷羅，77歲，西班牙藝術家。[106]
- 吉恩·米爾福德，89歲，美國電影和電視編輯。
- 安德魯·奧多姆，55歲，美國藍調音樂家，心臟病發作。[107]
- 博日沃伊·澤曼，79歲，捷克電影導演和編劇。[108]

### 24日
- 吉米·克拉普內爾，88歲，蘇格蘭足球運動員。
- 賽義德·迪祖伊，65歲，埃及足球運動員。
- 阿方斯‧戈佩爾，86歲，德國政治家和巴伐利亞總理。[109]
- 馬里恩·韋斯特·希金斯，76歲，美國政治家，交通事故。
- 古拉姆·拉蘇爾，60歲，巴基斯坦教育家和曲棍球奧運冠軍。[110]
- 佛吉尼亞·索倫森，79歲，美國作家。[111]

### 25日
- 程宽德，中國人民解放軍軍官。
- 柯特·布瓦，90歲，德國演員。[112]
- 安東·伯格，80歲，德國黨衛軍軍官和集中營指揮官。
- 奧蘭·德馬齊斯，97歲，法國女演員。[113]
- 弗蘭克·芬尼根，88歲，加拿大冰球運動員。[114]
- 威廉·哈斯特，87歲，德國員警，黨衛軍軍官和世界大戰期間的戰犯。
- 馬哈茂德·侯賽因，59歲，巴基斯坦板球運動員，糖尿病。[115]
- 戈特利布·羅寧森，75歲，蘇聯演員。
- 威爾伯·斯奈德，62歲，美國橄欖球運動員。
- 理查·G·史迪威，74歲，美國陸軍上將。[116]

### 26日
- 丹麥戈姆親王，72歲，丹麥王子。
- 古斯塔夫·奈德林格，81歲，德國低男中音。[117]
- 湯姆紐梅爾，70歲，荷蘭賽艇運動員和奧運選手。[118]
- 席德·韋恩，69歲，美國詞曲作者、作詞家和作曲家。[119]

### 27日
- 卡里·考克斯，73歲，美國橄欖球運動員。
- 埃爾韋·吉貝爾，36歲，法國作家和攝影師，愛滋病患者。[120]
- 埃坦·利夫尼，72歲，以色列修正主義猶太復國主義活動家和政治家。
- 佩特羅·馬爾科，78歲，阿爾巴尼亞作家。[121]

### 28日
- 雅克·奧布雄，67歲，美國演員，心臟衰竭。[122]
- 卡桑德拉哈里斯，43歲，澳洲女演員，患有卵巢癌。
- 恩里克·埃雷拉，87歲，古巴電影演員。
- 賽·卡斯帕，96歲，美式橄欖球運動員和教練。[123]
- 萊昂·龐奇，63歲，澳大利亞政治家。
- 阿爾弗雷德·達德利·沃德，86歲，英國陸軍將軍。

### 29日
- 朵拉·戈丁，96歲，愛沙尼亞裔英國雕塑家。[124]
- V·N·雷迪，77歲，印度電影攝影師和導演。
- 布萊恩·蕾莉，90歲，愛爾蘭國際象棋大師，作家和編輯。
- 托尼·施特羅布林，76歲，美國漫畫家和動畫師（匹諾曹）。[125]
- 艾力克斯·崔穆利斯，77歲，美國汽車設計師。

### 30日
- 讓·格魯梅隆，68歲，法國足球運動員。[126]
- 路易士·亨利，80歲，法國歷史學家。[127]
- 何塞·米格爾·馬林，47歲，阿根廷足球運動員和教練，心臟病發作。
- 中西美智子，78歲，日本短跑運動員。
- 马库斯·莫顿·罗兹，88歲，美國細胞遺傳學家。
- 皮特·維梅倫，87歲，比利時律師和政治家。

### 31日
- 尤里·別洛夫，61歲，蘇聯和俄羅斯電影和戲劇演員。
- 費利西亞·布盧門塔爾，83歲，波蘭鋼琴家。[128]
- 馬可·安東尼奧·塞爾納·迪亞斯，55歲，哥倫比亞爬蟲學家、鳥類學家和博物學家。
- 瑪麗·弗吉尼亞·加弗，85歲，美國圖書管理員。[129]
- 雷蒙德·R·蓋斯特，84歲，美國商人和純種賽馬擁有者，肺炎。[130]
- 帕特·帕特里克，62歲，美國爵士音樂家，白血病。[131]
- 喬治·普萊特，89歲，比利時文學評論家。[132]
- 肯·羅賓遜，64歲，加拿大律師和政治家。
- 克裡斯托弗·斯蒂爾，53歲，英國作曲家。[133]